# 諸敬之
諸敬之（1507年—？），字守禮，浙江紹興府餘姚縣人，民籍，明朝政治人物。

## 生平
嘉靖十六年（1537年）丁酉科浙江鄉試第三十四名舉人。嘉靖十七年（1538年）聯捷戊戌科會試第一百九十九名，登第三甲第一百九十名進士。

## 家族
曾祖諸琳；祖父諸永言；父諸巽，母徐氏。重庆下。弟學之。